# Schaken (macOS)
Schaken is een schaakspel voor macOS. Het spel biedt ondersteuning voor verschillende varianten van het schaken zoals  weggeefschaak. Spelers kunnen ook kiezen uit verschillende thema's voor het speelbord, zoals metaal, gras, marmer en hout.
Het spel wordt standaard meegeleverd met het besturingssysteem, maar is ook gratis te downloaden als opensourcesoftware op de website van Apple.
Schaken kan ook worden gespeeld door middel van gesproken commando's. Ook worden de statistieken van spelers bijgehouden. Sinds OS X 10.8 ondersteunt Schaken ook Game Center. Spelers kunnen daardoor tegen vrienden spelen en achievements behalen.